# Skalaar Torhout vzw
De Skalaar Torhout vzw is een vereniging die zich richt op het informeren van liefhebbers in het verantwoord houden van een aquarium, terrarium, paludarium of vijver in België. De organisatie is opgericht in 1949. 
De vereniging bevordert wetenschappelijk onderzoek. Ze organiseert maandelijks gespecialiseerde infoavonden met gerenommeerde sprekers en activiteiten in verband met de hobby. Skalaar Torhout vzw is aangesloten bij de Belgische bond voor aquarium-, en terrarium. Skalaar Torhout vzw is verantwoordelijk voor het tijdschrift Skalaarke. De vereniging heeft een uitgebreide bibliotheek.
Sinds 2011 bestaat binnen Skalaar Torhout een jeugdwerking 'Skalaar Kidz' waar vooral de focus gelegd wordt op het aanwenden van de juiste technieken en verantwoord omgaan met levende wezens aan kinderen tussen 6 en 16 jaar.